# Liana Duval
Liana Duval, nome artístico de Maria de Lourdes Vasconcelos Antunes (Paraguaçu Paulista, 6 de junho de 1927 — Carmo da Cachoeira, 23 de março de 2011), foi uma atriz brasileira.
Liana Duval começou sua carreira no teatro, nos grupos Arena e Oficina. Formou-se na Escola de Artes Dramáticas (EAD), em São Paulo, e atuou em montagens como "O Rei da Vela", "Gota d'água" e "Galileu, Galilei".
Ao longo de sua trajetória, ela participou em mais de 50 filmes, alguns ao lado de Amácio Mazzaropi. Liana também esteve no elenco do primeiro longa-metragem brasileiro de temática espírita, "Joelma, 23º andar", de Clery Cunha, baseado em livro psicografado por Chico Xavier.
Na TV, Liana fez parte do elenco de novelas da TV Tupi, TV Manchete, TV Cultura e Rede Globo. Nesta última, em produções como O Rei do Gado, Torre de Babel, A Próxima Vítima, entre outras.
Liana Duval lutava contra um câncer há oito anos, de acordo com os familiares. Ela morava há dez anos em Minas Gerais e vivia com familiares. Faleceu aos 83 anos. 

## Filmografia

### Cinema
| Ano  | Título                             | Personagem                |
| ---- | ---------------------------------- | ------------------------- |
| 1952 | Sai da Frente                      | Garçonete                 |
| 1952 | Nadando em Dinheiro                | Empregada da mansão       |
| 1952 | João Gangorra                      | Marieta                   |
| 1953 | Uma Vida para Dois                 | Marina                    |
| 1953 | O Craque                           | —                         |
| 1954 | Floradas na Serra                  | Firmina                   |
| 1955 | Aí Vem o General                   | Cláudia                   |
| 1956 | A Pensão da D. Stela               | Dadá                      |
| 1958 | O Pão Que o Diabo Amassou          | Aída                      |
| 1958 | Hoje o Galo Sou Eu                 | Elvira                    |
| 1960 | Só Naquela Base                    | Patrícia                  |
| 1964 | Crônica da Cidade Amada            | —                         |
| 1964 | O beijo                            | Isabel                    |
| 1970 | O Pornógrafo                       | Madame Rosália            |
| 1970 | Em Cada Coração um Punhal          | Mãe                       |
| 1971 | Fora das Grades                    | Nara                      |
| 1972 | A Infidelidade ao Alcance de Todos | Comadre                   |
| 1973 | Anjo Loiro                         | Sônia                     |
| 1973 | Mestiça, a Escrava Indomável       | Branca                    |
| 1974 | Macho e Fêmea                      | Enfermeira                |
| 1974 | As Delícias da Vida                | Dona Luiza                |
| 1974 | Pensionato de Mulheres             | Manuela                   |
| 1975 | Amantes, Amanhã Se Houver Sol      | Maria                     |
| 1976 | Excitação                          | Empregada                 |
| 1977 | O Seminarista                      | Umbelina                  |
| 1977 | Mágoa de Boiadeiro                 | Maria                     |
| 1977 | A Casa das Tentações               | —                         |
| 1978 | A Santa Donzela                    | Enfermeira                |
| 1978 | O Outro Lado do Crime              | Elizabeth                 |
| 1979 | Dani, um Cachorro Muito Vivo       | —                         |
| 1979 | Milagre - O Poder da Fé            | —                         |
| 1979 | Por um Corpo de Mulher             | Faxineira                 |
| 1979 | Mulher, Mulher                     | —                         |
| 1979 | Joelma 23º Andar                   | Lucinda                   |
| 1980 | Império das Taras                  | Laura                     |
| 1980 | Ariella                            | Empregada                 |
| 1980 | Ato de Violência                   | Nadir                     |
| 1980 | Os Amantes da Chuva                | —                         |
| 1981 | Pornô!                             | Hilda                     |
| 1982 | Aluga-se Moças                     | —                         |
| 1982 | Um Casal de 3                      | Madalena                  |
| 1982 | Tchau Amor                         | Senhora                   |
| 1982 | O Vale dos Amantes                 | Joana                     |
| 1982 | Amor, Palavra Prostituta           | Vanda                     |
| 1982 | Sete Dias de Agonia                | Verta                     |
| 1983 | Tudo na Cama                       | Gabriela                  |
| 1983 | A Noite das Taras II               | Mãe                       |
| 1983 | Nasce uma Mulher                   | Freira                    |
| 1983 | De Todas as Maneiras               | Mãe                       |
| 1986 | Filme Demência                     | Senhora da mesa           |
| 1987 | Vera                               | Funcionária da Biblioteca |
| 1988 | A Dama do Cine Shanghai            | Senhora                   |
| 1992 | Dudu Nasceu                        | Velhinha                  |
| 1995 | Coentro e Quiabo na Carne de Sol   | Mãe                       |

### Na Televisão
| Ano  | Título                             | Personagem    | Notas         |
| ---- | ---------------------------------- | ------------- | ------------- |
| 1964 | Marcados pelo Amor                 | —             | Rede Record   |
| 1967 | O Pequeno Lord                     | —             | Rede Tupi     |
| 1968 | Beto Rockfeller                    | Carmélia      | Rede Tupi     |
| 1969 | Nino, o Italianinho                | —             | Rede Tupi     |
| 1974 | O Machão - Um Exagero de Homem     | Lulu Abrantes | Rede Tupi     |
| 1975 | O Sheik de Ipanema                 | Glória        | Rede Tupi     |
| 1975 | Vila do Arco                       | Dona Evarista | Rede Tupi     |
| 1978 | Roda de Fogo                       | Rosa          | Rede Tupi     |
| 1982 | Maria Stuart                       | —             | TV Cultura    |
| 1982 | O Coronel e o Lobisomem            | Francisquinha | TV Cultura    |
| 1987 | Carmem                             | Izaltina      | Rede Manchete |
| 1989 | Tieta                              | Rafa          | Rede Globo    |
| 1990 | Fronteiras do Desconhecido         | Amélie        | Rede Manchete |
| 1990 | A História de Ana Raio e Zé Trovão | Amália        | Rede Manchete |
| 1991 | Meu Marido                         | Helena        | Rede Globo    |
| 1991 | Mundo da Lua                       | Dona Ivone    | TV Cultura    |
| 1995 | A Próxima Vítima                   | Ivete         | Rede Globo    |
| 1996 | Antônio dos Milagres               | Dona Floriana | CNT           |
| 1996 | O Rei do Gado                      | Quitéria      | Rede Globo    |
| 1998 | Torre de Babel                     | Luísa         | Rede Globo    |

## Teatro[10]
- Pedacinho de Gente (1952)
- O Anjo de Pedra (1959)
- Society em Baby Doll (1960)
- Sem Entrada e Sem Mais Nada (1961)
- Pequenos Burgueses (1963)
- As Feiticeiras de Salém (1965)
- O Sr. Puntila e Seu Criado Matti (1966)
- O Estranho Casal (1967)
- O Rei da Vela (1967)
- Galileu Galilei (1968)
- Na Selva das Cidades (1969)
- Check-up (1973)
- Um Grito Parado no Ar (1973)
- Concerto nº 1 Piano e Orquestra (1976)
- Afinal Uma Mulher de Negócios (1981)
- Oito Mulheres (1983)
- O Terceiro Beijo (1984)
- Dona Flor e Seus Dois Maridos (1986)

## Prêmios e Indicações
| Ano  | Premiação                                                  | Categoria               | Trabalho                          | Resultado | Ref.   |
| ---- | ---------------------------------------------------------- | ----------------------- | --------------------------------- | --------- | ------ |
| 1952 | Prêmio Saci                                                | Melhor Atriz Secundária | Aí Vem o General                  | Venceu    | [ 11 ] |
| 1952 | Prêmio Governador do Estado                                | Melhor Atriz Secundária | Aí Vem o General                  | Venceu    | [ 11 ] |
| 1952 | Prêmio Associação Brasileira de Cronistas Cinematográficos | Melhor Atriz Secundária | Aí Vem o General                  | Venceu    | [ 11 ] |
| 1954 | Prêmio O Índio                                             | Melhor Atriz Secundária | Floradas na Serra (com Lola Brah) | Venceu    | [ 12 ] |
| 1972 | Prêmio Governador do Estado                                | Melhor Atriz Secundária | Fora das Grades                   | Venceu    | [ 13 ] |